# 57 dels Bessons
57 dels Bessons (57 Geminorum) és un estel a la constel·lació dels Bessons de magnitud aparent +5,04. S'hi troba a 154 anys llum de distància del sistema solar.
57 Geminorum és una estrella gegant groga de tipus espectral G8III amb una temperatura efectiva de 5.001 K. Mitjançant ocultació lunar s'ha mesurat el seu diàmetre angular, el qual, una vegada corregit per l'enfosquiment de limbe, és de 1,80 ± 0,40 mil·lisegons d'arc. Això permet avaluar el seu diàmetre, que resulta ser 9 vegades més gran que el del Sol, més aviat petit per a un estel de les seves característiques. Llueix amb una lluminositat 22 vegades major que la lluminositat solar i se la pot considerar una versió menor d'altres conegudes gegants grogues com Vindemiatrix (ε Virginis) o Capella A (α Aurigae), ja que la seva lluminositat és menys d'una tercera part de la d'aquestes. Té una massa gairebé el doble de la massa solar i la seva edat s'estima en 1.175 milions d'anys. Mostra una metal·licitat lleugerament inferior a la del Sol, sent la seva abundància relativa de ferro un 75% de la d'aquest ([Fe/H] = -0,12).
Dins del marc del Projecte Okayama per a la cerca de planetes s'han estudiat les variacions de la velocitat radial de 57 Geminorum, cosa que ha permès descartar la presència de planetes massius de curt període en òrbita al voltant d'aquest estel.